# Megachile euzona
Megachile euzona es una especie de abeja de la familia Megachilidae nativa de Argentina y Chile.

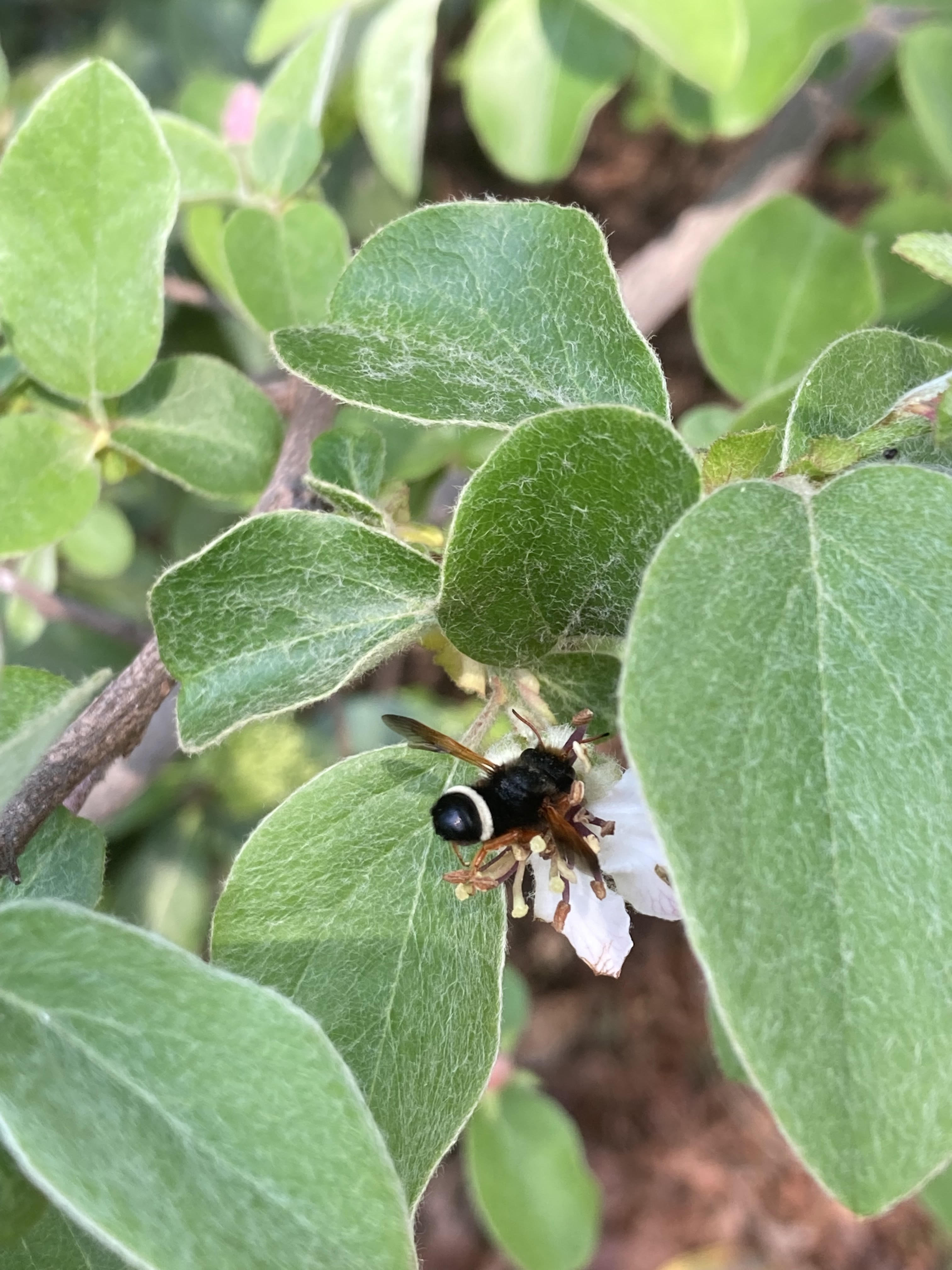
Registro de Megachile euzona en Rinconada, Región de Valparaíso, Chile.